# Liste der höchsten Hochhäuser einzelner europäischer Staaten
Die folgende Liste stellt die höchsten Hochhäuser einzelner europäischer Staaten dar. Aufgeführt werden nur Hochhäuser, nicht jedoch Sendemasten, Fernseh- oder Fernmeldetürme, Schornsteine, Kirchtürme, Minarette oder ähnliche Bauwerke.
| Land                           | Name                          | Standort              | Höhe bis zur Spitze (Meter) | Stockwerke | Baujahrsende             | Bild                     |
| ------------------------------ | ----------------------------- | --------------------- | --------------------------- | ---------- | ------------------------ | ------------------------ |
| Albanien                       | Arena Center Tower            | Tirana                | 112                         | 24         | 2019                     | Arena Center Tower       |
| Andorra                        | Thermalbad Caldea             | Escaldes-Engordany    | 079,9                       | 18         | 1994                     |                          |
| Belarus                        | Parus                         | Minsk                 | 117 (ohne Antenne)          | 34         | 2013                     |                          |
| Belgien                        | Tour du Midi                  | Brüssel               | 150                         | 38 (41)    | 1967                     |                          |
| Bosnien und Herzegowina        | Avaz Twist Tower              | Sarajevo              | 142 (ohne Mast)             | 40         | 2009                     |                          |
| Bulgarien                      | Hotel Rodina                  | Sofia                 | 104                         | 25         | 1979                     |                          |
| Dänemark                       | Herlev Hospital               | Herlev                | 120                         | 25         | 1976                     |                          |
| Deutschland                    | Commerzbank Tower             | Frankfurt am Main     | 259 (ohne Mast)             | 65         | 1997                     |                          |
| Estland                        | Swissôtel Tallinn             | Tallinn               | 117                         | 30         | 2007                     |                          |
| Finnland                       | Cirrus                        | Helsinki              | 086                         | 28         | 2006                     |                          |
| Frankreich                     | Tour First                    | Courbevoie/La Défense | 225 (ohne Antenne)          | 50         | 1974 (Umbau 2011)        |                          |
| Griechenland                   | Athens Tower                  | Athen                 | 103                         | 24         | 1971                     |                          |
| Irland                         | The Elysian                   | Cork                  | 071                         | 17         | 2008                     |                          |
| Island                         | Smáratorg Tower               | Kópavogur             | 077,6                       | 20         | 2008                     |                          |
| Italien                        | Torre Unicredit               | Mailand               | 231                         | 35         | 2011                     |                          |
| Kasachstan (europäischer Teil) | Marriott Executive Apartments | Atyrau                | ?                           | 22         | 2008                     |                          |
| Kosovo                         | Rezidenca Dukagjini           | Pristina              | 0100                        | 22         |                          |                          |
| Kroatien                       | Eurotower                     | Zagreb                | 097,8                       | 26         | 2006                     |                          |
| Lettland                       | Hansabanka Central Office     | Riga                  | 120,8                       | 27         | 2004                     |                          |
| Liechtenstein                  | –                             | –                     | –                           | –          | –                        |                          |
| Litauen                        | Europa Tower                  | Vilnius               | 148                         | 33         | 2004                     |                          |
| Luxemburg                      | Europäischer Gerichtshof      | Luxemburg             | 118                         |            | 2019                     |                          |
| Malta                          | Portomaso Tower               | San Ġiljan            | 098                         | 23         | 2001                     |                          |
| Moldawien                      | Hotel Cosmos                  | Chișinău              | ?                           | 22         | 1979                     |                          |
| Monaco                         | Tour Odéon                    | Monaco                | 170                         | 49         | 2015                     |                          |
| Montenegro                     | –                             | –                     | –                           | –          | –                        |                          |
| Niederlande                    | Maastoren                     | Rotterdam             | 165                         | 44         | 2009                     |                          |
| Nordmazedonien                 | MRT-Center                    | Skopje                | 070                         | 25         | 1984                     |                          |
| Norwegen                       | Oslo Plaza Hotel              | Oslo                  | 117                         |            |                          |                          |
| Österreich                     | DC Tower 1                    | Wien                  | 220 (ohne Mast)             | 60         | 2013                     |                          |
| Polen                          | Sky Tower                     | Breslau               | 206 (Dachhöhe)              | 50         | 2012                     |                          |
| Portugal                       | Torre de Monsanto             | Oeiras                | 120                         | 17         | 2001                     |                          |
| Rumänien                       | Floreasca Sky Tower           | Bukarest              | 137                         | 37         | 2012                     |                          |
| Russland                       | Lachta-Zentrum                | Sankt Petersburg      | 462                         | 87         | 2018                     |                          |
| San Marino                     | –                             | –                     | –                           | –          | –                        |                          |
| Schweden                       | Turning Torso                 | Malmö                 | 190                         | 54         | 2005                     |                          |
| Schweiz                        | Roche-Turm (Bau 2)            | Basel-City            | 205                         | 50         | 2022                     | Roche Tower im Juli 2015 |
| Serbien                        | Ušće-Hochhaus                 | Belgrad               | 115 (ohne Antenne)          | 25         | 1961 (Wiederaufbau 2005) |                          |
| Slowakei                       | Nivy Tower                    | Bratislava            | 125                         | 31         | 2020                     |                          |
| Slowenien                      | World Trade Center Ljubljana  | Ljubljana             | 075                         | 18         | 1993                     |                          |
| Spanien                        | Torre Caja Madrid             | Madrid                | 249,5                       | 45         | 2008                     |                          |
| Tschechien                     | AZ Tower                      | Brünn                 | 111                         | 30         | 2013                     |                          |
| Türkei (europäischer Teil)     | Metropol Tower                | Istanbul              | 300                         | 58         | 2017                     |                          |
| Ukraine                        | Wohnkomplex Klowskyj uswis 7  | Kiew                  | 168                         | 48         | 2014                     |                          |
| Ungarn                         | NET                           | Budapest              | 088                         |            | 1976                     |                          |
| Vereinigtes Königreich         | The Shard                     | London                | 310                         | 87         | 2012                     |                          |